# Andrea Leadsom
Andrea Jacqueline Leadsom (født Salmon; født 13. maj 1963 i Aylesbury i Buckinghamshire i England) er en britisk politiker, der har bestredet en række ministerposter i konservative britiske regeringer. Hun var i perioden 11. juni 2017 - 22. maj 2019 Leder af Underhuset og Lord President of the Council.
I 2016 stillede hun op som kandidat til posten som leder af det britiske Konservative Parti. Hun blev ikke valgt, men kort tid efter blev hun udnævnt til minister for miljø, fødevarer og landdistrikter.

## Valget af David Camerons efterfølger
Posten som det Konservative Partis leder blev ledig, da David Cameron den 24. juni varslede, at han ønskede at gå af som partileder og premierminister senere på året.
Fristen for at tilmelde sig som kandidat blev fastsat til den 30. juni 2016. Ved fristens udløb var der opstillet fem kandidater: Stephen Crabb, Liam Fox, Michael Gove, Andrea Leadsom og Theresa May.
Liam Fox blev stemt ud den 5. juli 2016, og den samme aften trak Stephen Crabb sig. Michael Gove blev stemt ud den 7. juli 2016. Som den næstsidste af de to tilbageværende kandidater trak Andrea Leadsom sig den 11. juli. Theresa May blev premierminister den 13. juli 2016.

## Medlem af Underhuset
Siden 2010 har Andrea Leadsom været medlem af underhuset for South Northamptonshire i East Midlands, England.

## Ministerposter
Andrea Leadsom har været viceminister for energi og klimaforandring siden 11. maj 2015. Hun var økonomiminister (Economic Secretary to the Treasury) i finansministeriet fra 9. april 2014 til 11. maj 2015.
Den 14. juli 2016 blev Andrea Leadsom udnævnt til minister for miljø, fødevarer og landdistrikter.